# أحمد أهي
أحمد أهي (بالفارسية: احمد آهی) هو لاعب كرة قدم إيراني. حضر أحمد أهي خلال مسيرته الرياضية في عدة فرق ومنها فريق مالافان لكرة القدم الإيراني.

## روابط خارجية
- أحمد أهي على موقع ناشيونال فوتبول تيمز (الإنجليزية)